# Альтопашо
Альтопашо (итал. Altopascio) — город в Италии, расположен в регионе Тоскана, подчинён административному центру Лукка (провинция).
Население составляет 12 485 человек (на 2004 г.), плотность населения — 398 чел./км². Занимает площадь 28 км². Почтовый индекс — 55011. Телефонный код — 00583.
Покровителем города почитается святой апостол Иаков Старший. Праздник города ежегодно празднуется 25 июля.

## История
В 1325 году под Альтопашо произошло грандиозное сражение между вооруженными силами гвельфов и гибеллинов.

## Города-побратимы
- Сен-Жиль (Франция)